# Bahnhof Unuma
Der Bahnhof Unuma (jap. 鵜沼駅, Unuma-eki) ist ein Bahnhof auf der japanischen Insel Honshū. Er wird von der Bahngesellschaft JR Central betrieben und befindet sich in der Präfektur Gifu auf dem Gebiet der Stadt Kakamigahara. Er grenzt unmittelbar an den Bahnhof Shin-Unuma von Meitetsu.

## Verbindungen
Unuma ist ein Zwischenbahnhof an der Takayama-Hauptlinie der Bahngesellschaft JR Central, die von Gifu nach Toyama verläuft. Drei tägliche Zugpaare des Schnellzugs Hida, die Nagoya mit Gifu, Gero und Takayama verbinden, halten auch in Unuma. Im Regionalverkehr wird ein Halbstundentakt zwischen Gifu und Mino-Ōta angeboten. Etwas mehr als ein Drittel dieser Züge wechseln in Mino-Ōta auf die Taita-Linie und verkehren weiter bis nach Tajimi. Züge der Bahngesellschaft Meitetsu verkehren in unmittelbarer Nachbarschaft vom Bahnhof Shin-Unuma. Auf dem nördlichen Bahnhofsvorplatz gibt es mehrere Bushaltestellen. Diese werden von einer der Gesellschaft Gifu Bus und von zwei Linien der Gesellschaft Kakamigahara City Fureai Bus bedient.

## Anlage
Der Bahnhof steht an der Grenze zwischen den Stadtteilen Unuma-Yamazakichō im Norden und Unuma-Minamimachi im Süden, ganz im Osten des Stadtgebiets gelegen und etwas mehr als 200 Meter von der Brücke über den Kiso entfernt. Die Umgebung ist von Wohnvierteln geprägt. Die ebenerdige Anlage ist von Westen nach Osten ausgerichtet und umfasst drei Gleise, die alle dem Personenverkehr dienen. Diese liegen an einem Seitenbahnsteig und einem Mittelbahnsteig, die beide teilweise überdacht sind. Miteinander verbunden sind sie durch eine breite überdachte Fußgängerbrücke, wobei der Zugang mittels Treppen und Aufzügen erfolgt. Die Brücke führt einerseits an die Nordseite der Anlage, wo das Empfangsgebäude steht. Andererseits stellt sie eine Verbindung zu einem Parkplatz an der Südseite und zum rund 150 Meter entfernten Bahnhof Shin-Unuma her, dem Übergang von der Meitetsu Inuyama-Linie zur Meitetsu Kakamigahara-Linie.
Im Fiskaljahr 2019 nutzten durchschnittlich 1376 Fahrgäste täglich den Bahnhof.

## Bilder

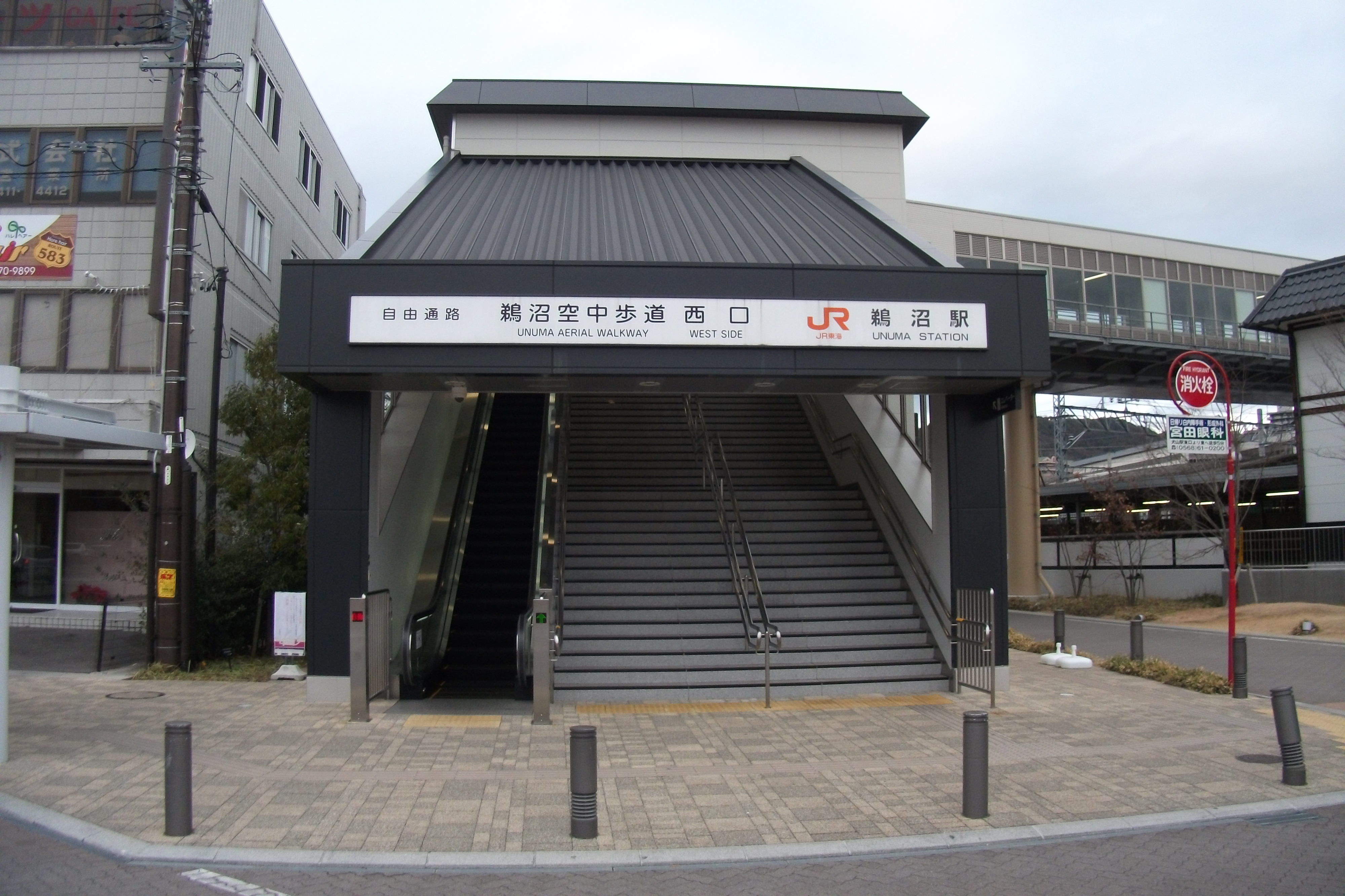
Westeingang
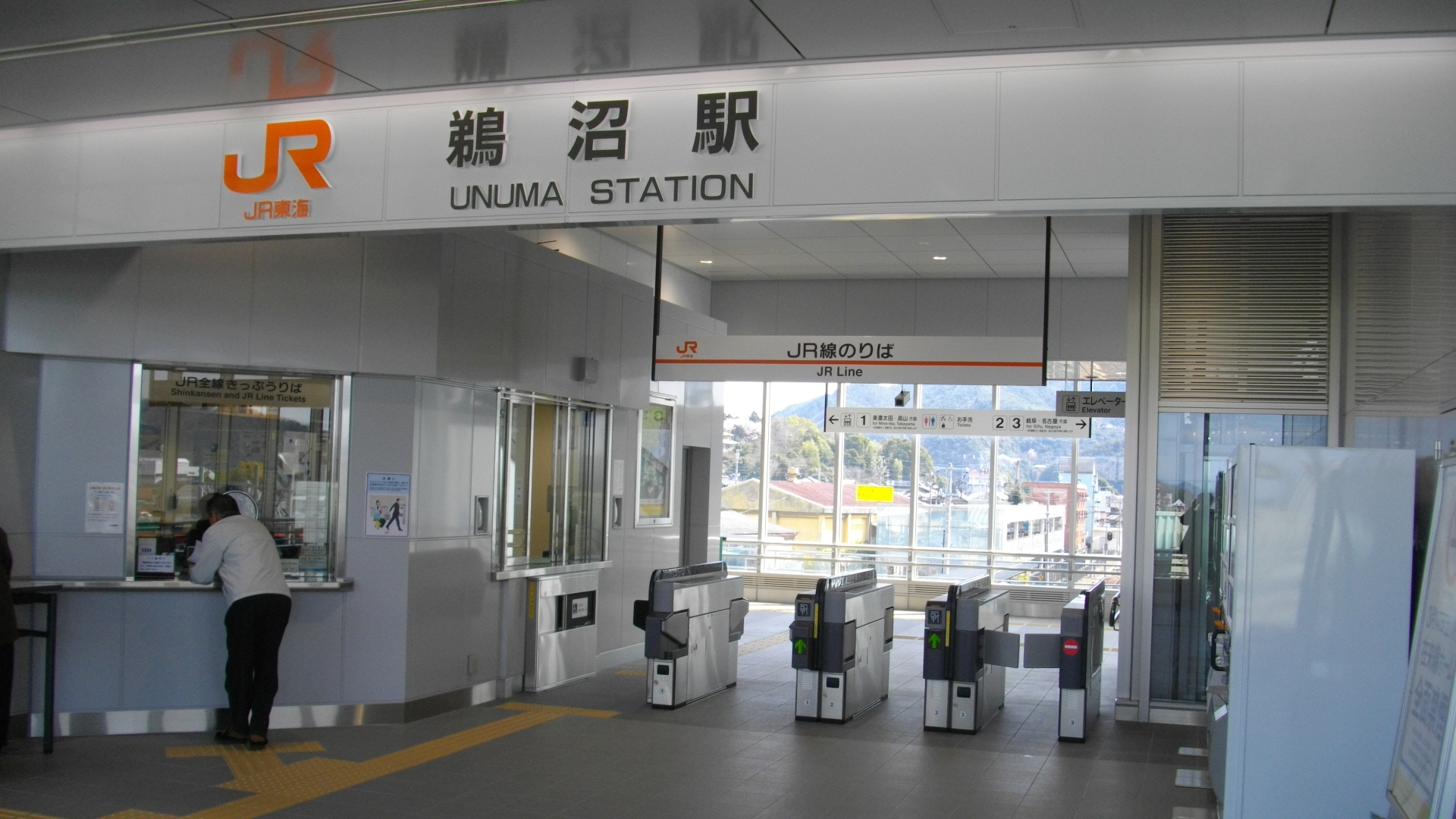
Bahnsteigsperren
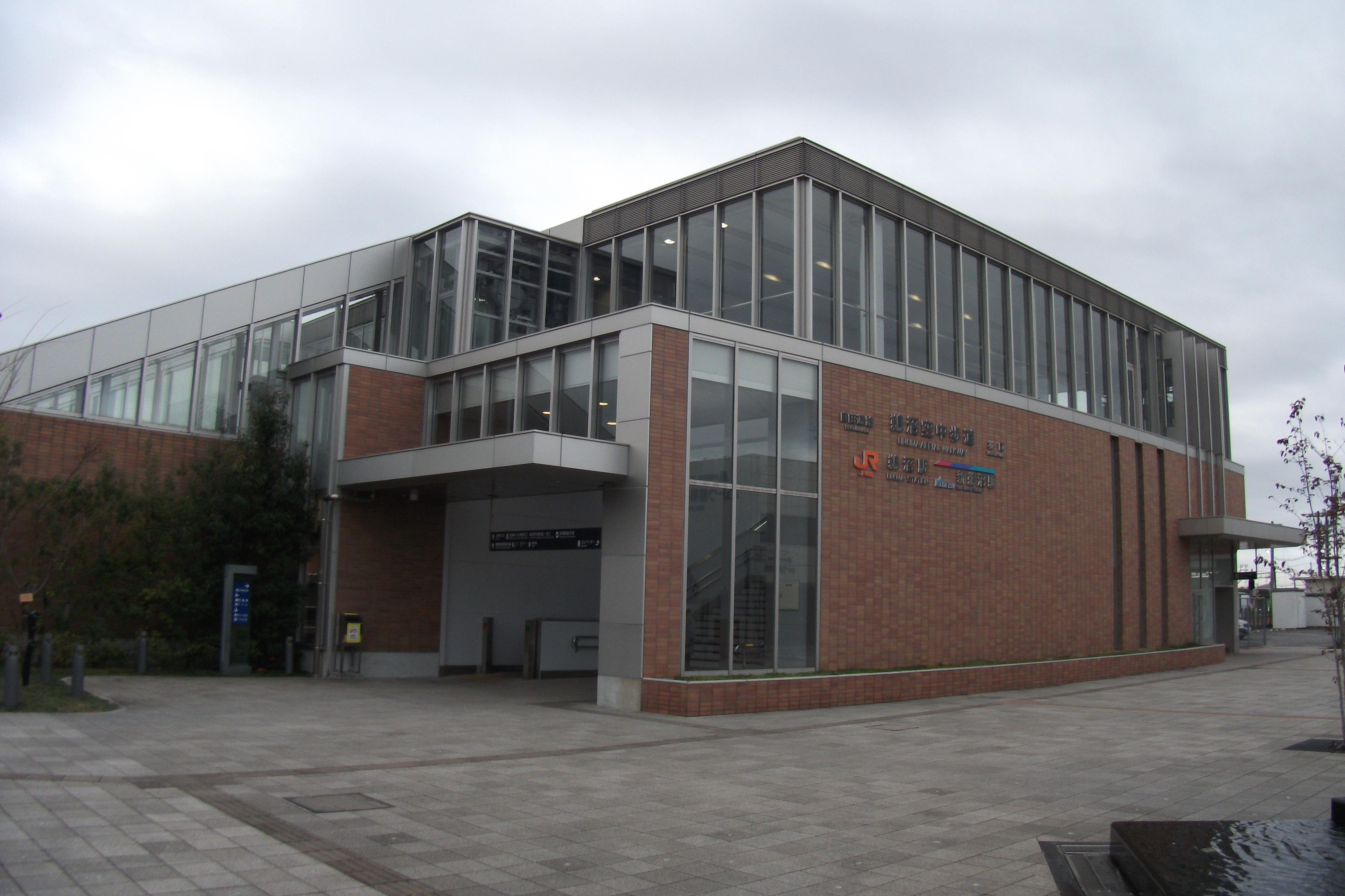
Nordeingang
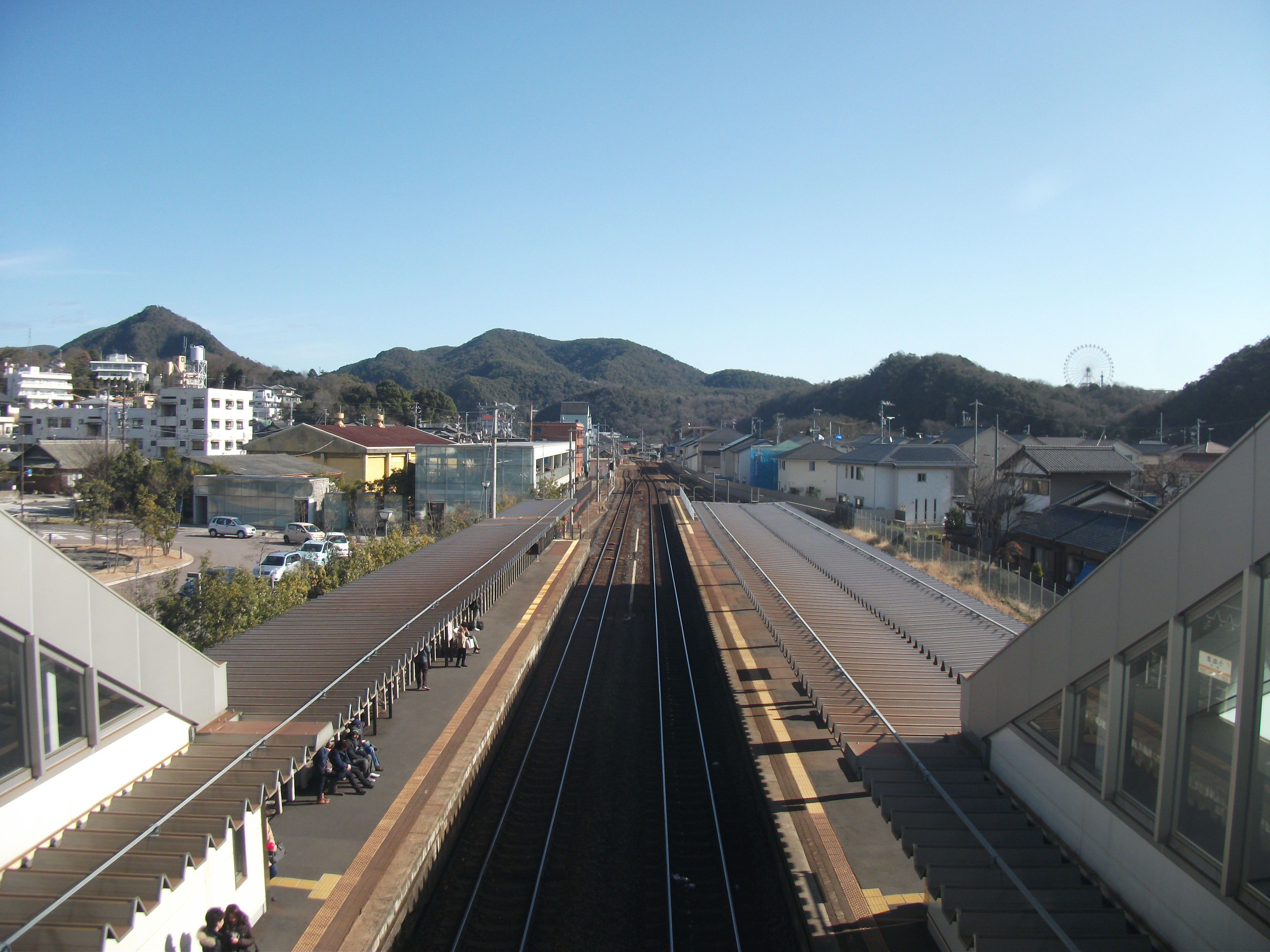
Bahnsteige
Gleisplan

## Gleise
| 1   | ▉ Takayama-Hauptlinie | Mino-Ōta • Takayama • Inotani • Toyama |
| 2/3 | ▉ Takayama-Hauptlinie | Gifu • Nagoya                          |
| 3   | ▉ Takayama-Hauptlinie | Mino-Ōta • Takayama • Inotani • Toyama |

## Linien
| Verlauf der Takayama-Hauptlinie |
| --- |
| Gifu • Nagamori • Naka • Sohara • Kagamigahara • Unuma • Sakahogi • Mino-Ōta • Kobi • Nakakawabe • Shimoasō • Kamiasō • Shirakawaguchi • Shimoyui • Hida-Kanayama • Yakeishi • Gero • Zenshōji • Hida-Hagiwara • Jōro • Hida-Miyada • Hida-Osaka • Nagisa • Kuguno • Hida-Ichinomiya • Takayama • Hozue • Hida-Kokufu • Hida-Furukawa • Sugisaki • Hida-Hosoe • Tsunogawa • Sakakami • Utsubo • Sugihara • Inotani • Nirehara • Sasazu • Higashi-Yatsuo • Etchū-Yatsuo • Chisato • Hayahoshi • Fuchū-Usaka • Nishi-Toyama • Toyama |

## Geschichte
Das Eisenbahnministerium eröffnete den Bahnhof am 12. November 1921, zusammen mit dem Abschnitt der Takayama-Hauptlinie zwischen den Bahnhöfen Kagamigahara und Mino-Ōta. Ab 1932 ermöglichte im Osten der Anlage eine Verbindungskurve Direktverbindungen zwischen Takayama-Hauptlinie und der Meitetsu Inuyama-Linie. Aus Rationalisierungsgründen stellte die Japanische Staatsbahn am 10. Januar 1984 den Güterumschlag ein. Im Rahmen der Staatsbahnprivatisierung ging der Bahnhof am 1. April 1987 in den Besitz der neuen Gesellschaft JR Central über. Die Verbindungskurve an der Ostseite wurde am 1. Oktober 2001 stillgelegt und einige Jahre später abgebrochen. 2004 folgte die Neugestaltung des Bahnhofsvorplatzes, in Form eines Kreisverkehrs mit einem Teich in der Mitte. 2007 begann der Neubau des Bahnhofs, wozu auch die Fußgängerbrücke nach Shin-Unuma gehörte. Die entsprechenden Arbeiten waren am 29. März 2009 abgeschlossen.